# Heike Henkel
Heike Henkel (née Redetzky le 5 mai 1964 à Kiel) est une athlète allemande spécialiste du saut en hauteur, championne du monde en 1991 et championne olympique en 1992.

## Carrière
Elle représente l'Allemagne de l'ouest de 1981 à 1990 puis l'Allemagne réunifiée à partir de 1991. Heike Henkel a remporté tous les titres importants dans une carrière : les championnats du monde 1991 et championnats du monde en salle 1992, les Jeux olympiques de 1992, les Championnats d'Europe 1990 et les Championnats d'Europe en salle 1990 et 1992.
La carrière d'Henkel s'étend de 1981 à 2000, soit une très longue carrière. En compétition internationale, elle franchit la barre des 2,04 m ou plus huit fois.
Au terme d'une compétition serrée, elle est sacrée championne olympique en 1992 à Barcelone avec 2,02 m, devant sa compatriote (anciennement Roumaine) Alina Astafei.
Elle met un terme à sa carrière en 2000, à l'âge de 36 ans.

## Records
Elle détenait le record d'Allemagne à 2,05 m, à Tokyo le 31 août 1991, battu par Ariane Friedrich en 2009 avec 2,06 m.
Elle a également détenu le record du monde en salle en 1992 à Karlsruhe avec une barre à 2,07 m, avant que celui-ci ne soit amélioré en 2006 par la Suédoise Kajsa Bergqvist avec 2,08 m.

## Palmarès
| Date | Compétition                    | Lieu         | Résultat | Marque |
| ---- | ------------------------------ | ------------ | -------- | ------ |
| 1981 | Championnats d'Europe juniors  | Utrecht      | 5e       | 1,84 m |
| 1984 | Jeux olympiques                | Los Angeles  | 11e      | 1,85 m |
| 1986 | Championnats d'Europe          | Stuttgart    | 6e       | 1,90 m |
| 1987 | Championnats d'Europe en salle | Liévin       | 5e       | 1,91 m |
| 1987 | Championnats du monde en salle | Indianapolis | 6e       | 1,91 m |
| 1987 | Championnats du monde          | Rome         | 6e       | 1,96 m |
| 1988 | Championnats d'Europe en salle | Budapest     | 2e       | 1,97 m |
| 1988 | Jeux olympiques                | Séoul        | 13e      | 1,90 m |
| 1989 | Championnats du monde en salle | Budapest     | 3e       | 1,94 m |
| 1990 | Championnats d'Europe en salle | Glasgow      | 1re      | 2,00 m |
| 1990 | Championnats d'Europe          | Split        | 1re      | 1,99 m |
| 1991 | Championnats du monde en salle | Séville      | 1re      | 2,00 m |
| 1991 | Championnats du monde          | Tokyo        | 1re      | 2,05 m |
| 1992 | Championnats d'Europe en salle | Gênes        | 1re      | 2,02 m |
| 1992 | Jeux olympiques                | Barcelone    | 1re      | 2,02 m |
| 1993 | Championnats du monde en salle | Toronto      | 2e       | 2,02 m |
| 1993 | Championnats du monde          | Stuttgart    | finale   | DNS    |
| 1994 | Championnats d'Europe          | Helsinki     | 11e      | 1,85 m |
| 1995 | Championnats du monde en salle | Barcelone    | 3e       | 1,99 m |
| 1995 | Championnats du monde          | Göteborg     | 16e      | 1,80 m |
| 2000 | Championnats d'Europe en salle | Gand         | 8e       | 1,85 m |

## Records personnels
| Épreuve      | Performance | Lieu      | Date           |
| ------------ | ----------- | --------- | -------------- |
| En extérieur | 2,05 m      | Tokyo     | 31 août 1991   |
| En salle     | 2,07 m (NR) | Karlsruhe | 8 février 1992 |

## Récompenses et distinctions
- Trophée Track and Field de l'année 1991
- Trophée IAAF de l'athlète de l'année 1992
- Sportive allemande de l'année 1992